# Forcipomyia pardus
Forcipomyia pardus är en tvåvingeart som beskrevs av Debenham 1987. Forcipomyia pardus ingår i släktet Forcipomyia och familjen svidknott. Inga underarter finns listade i Catalogue of Life.